# Дігул
Дігул (нід. Digoel, індонез. Sungai Digul) — річка довжиною 525 км, на острові Нова Гвінея, протікає в південній частині території провінції Папуа в Індонезії. Впадає в Арафурське море.

## Географія
Витік річки починається на південних схилах гір Маоке, в районі хребта Джаявіджая, північні схили гори Пунчак-Мандала (4760 м). Тече спершу на схід, при витоку з гір, повертає на південь, а потім в нижній течії повертає на захід і впадає в Арафурське море. Протягом більшої частини своєї довжини, в середні і нижній течії, річка протікає головним чином широкою, здебільшого заболоченою низовиною в дуже звивистому руслі, а в гирлі утворює велику дельту, через яку і впадає у море поблизу острова Йос-Сударсо (нід. Yos Sudarso, Dolok). Повноводна протягом усього року, сильно розливається після дощів в горах. Середня витрата води — близько 1 600 м³/с. Річка судноплавна на ділянці близько 350 км, від міста Танахмерах до самого гирла.
У верхів'ї протягом 100 км (гори Маоке), річка характеризується бурхливою течією, великими ухилом (до 26 м/км), тече у глибокій вузькій долині з характерними процесами розмивання русла. В середній і нижній течії, після виходу на рівнину, долина її розширюються, течія сповільнюється, ухил суттєво зменшується і становить на цій ділянці в середньому 0,9 м/км.
У верхів'ях річки, поблизу Тана Міра з 1928 по 1942 роки був розташований голландський табір Бовен-Дігул в якому були інтерновані індонезійські націоналісти і комуністи. В даний час регентство Бовен-Дігул назване на честь річки.

## Населенні пункти
На річці розташовані головні міста та річкові порти: Танахмерах, Баде, Мапі.

## Фауна і флора
В річці Дігул станом на 1982 рік було знайдено понад 30 видів риб. За інших представників тваринного світу цієї області, значною мірою недоторканої, практично нічого не відомо.
У широких заболочених заплавах річки багато очеретяних боліт, оточених лісами з сагових і мангрових пальм нипа. У гирлі і вздовж низинних берегів ростуть мангрові ліси.